# Kindred Spirits

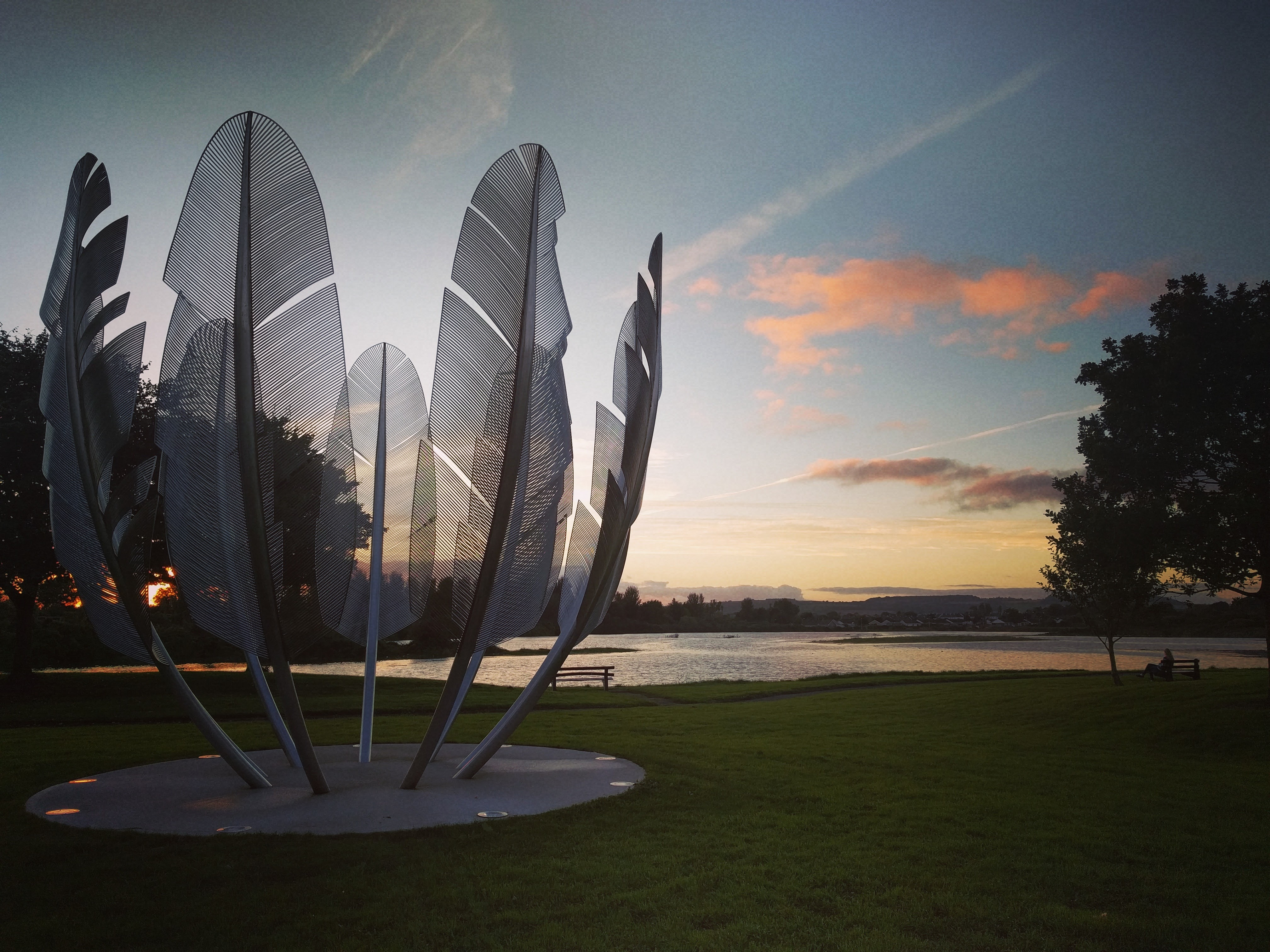
Skulptur Kindred Spirits

Die Skulptur Kindred Spirits (deutsch wörtlich: Verwandte Seelen. Übertragen: Gleichgesinnte) im irischen Midleton ist ein Gedenken an die Großzügigkeit des nordamerikanischen Indianervolks der Choctaw. Obwohl der Stamm unter den Folgen von Vertreibung, Not und Krankheit litt, sammelten Angehörige im Jahr 1847 eine Spende von 170 US-Dollar, um die große Hungersnot in Irland zu lindern.

## Ort
Die Skulptur steht im Bailick Park der Stadt Midleton im irischen County Cork. Geschichtlich gibt es keinen direkten Bezug zwischen der Geldspende und dem Ort Midleton. Das Denkmal repräsentiert vielmehr die Bedeutung, die die Spende für alle Iren hat.

## Objektbeschreibung
Das Kunstwerk wurde 2013 vom Stadtrat in Auftrag gegeben. Die Stadt Midleton hatte die Investition für die Skulptur Kindred Spirits unter dem Gesichtspunkt der Förderung von Landesgeschichte, Kulturerbe und nicht zuletzt des Tourismus genehmigt.
Geschaffen wurde das Werk von dem lokalen Künstler Alex Pentek. Pentek bezog Studenten des Crawford College of Art Design mit ein. Die Fertigstellung dauerte ein Jahr.

“For me it was very important to be hand-tool finished, to give a human element to the work.”

„Für mich war es sehr wichtig, es von Hand fertigzustellen, um der Arbeit ein menschliches Element zu geben.“

Das Objekt musste an seinem Standort zusammengesetzt werden, weil es für eine Montage im Atelier zu groß war.
Die Skulptur besteht aus neun sechs Meter hohen Federn aus Edelstahl. Sie stellen Adlerfedern dar, die bei Zeremonien der Choctaw verwendet werden. Jede der Federn ist einzigartig ausgestaltet. Die detaillierte Arbeit brauchte mehr als 20.000 Schweißnähte. Die Federn stehen im Kreis, auf der Spitze ihrer Kiele, „dem Himmel entgegen“, wie es allgemein beschrieben steht. Durch die runde Anordnung entsteht die Form einer Schüssel, einer leeren oder auch gefüllten Schüssel, die die Hungersnot symbolisiert.

## Geschichtlicher Hintergrund
Zwischen 1845 und 1849 herrschte in Irland die Große Hungersnot. Die Kartoffelfäule vernichtete wiederholt das Hauptnahrungsmittel Kartoffeln. Die britische Regierung, die die Insel regierte, bot keine wirksame Hilfe. Eine Million Menschen starben, weitere zwei Millionen flohen aus ihrer Heimat. Es war eine der ersten humanitären Krisen, über die global berichtet wurde.
Das nordamerikanische Indianervolk der Choctaw lebte ursprünglich im Gebiet der heutigen US-Bundesstaaten Mississippi, Alabama und Louisiana. 16 Jahre vor der Großen Hungersnot in Irland wurden die Choctaw gewaltsam von ihrem Land vertrieben. Besitztümer mussten zurückgelassen werden. Sie zogen als erstes vieler Völker über 1600 km auf dem sogenannten Pfad der Tränen. Viertausend von ihnen starben an Hunger und Krankheit. Als sie hiernach von der Hungersnot in Irland erfuhren, konnten sie sich in die Lage der Iren hineinversetzen. „Wir hatten so viel Mitgefühl, dass wir helfen wollten.“ (Stammesmitglied und Historikerin Julie Allen: BBC)
Die Choctaws begannen Geld zu sammeln, während reichere Nationen die Katastrophe in Irland ignorierten. Schließlich sendeten die Choctaw 1847 Nahrungsmittelhilfe in Höhe von 170 US-Dollar nach Irland. (Die Angaben über den heutigen Wert dieser Summe sind sehr unterschiedlich. Sie variieren von etwa 4.400 $ über 5.000 Dollar, bis hin zu zehntausenden US-Dollar.) In anderer Quelle heißt es, dass das gespendete Geld in Irland von Quäkern verteilt wurde, die eine führende Rolle bei der Hungerhilfe spielten.

## Enthüllung
Die feierliche Enthüllung der Skulptur fand am Sonntag, dem 18. Juni 2017, statt. Es kamen ungefähr 300 Gäste. Die Führer der amerikanischen Ureinwohner waren zugegen. Insgesamt nahmen fast 20 Vertreter des Volkes an der öffentlichen Zeremonie teil.
Häuptling Batton sagte in seiner Podiumsrede:

Kindred Spirits is such an appropriate name for this relationship.

„Verwandte Geister ist so ein passender Name für diese Beziehung.“

Die Feierlichkeiten umfassten Gebete der beiden Kulturen und die Nationalhymnen, wobei die amerikanische in Choctaw vorgetragen wurde. Weiterhin gab es traditionelle Choctaw- und irische Musik und Tänze sowie Aktivitäten rund um die Skulptur und die Geschichte. Zum Abschluss der Veranstaltung wurde eine Eiche gepflanzt, um die Langlebigkeit der Bindung beider Kulturen zu unterstreichen.

## Bedeutung
Der Choctaw-Häuptling Gary Batton bezeichnete die Skulptur als „eine Hommage an unsere Choctaw-Vorfahren“. Er benannte das Durchhaltevermögen als Gemeinsamkeit beider Völker:

“We have endured – the Choctaw people and the people of Ireland.”

„Wir haben überlebt – das Volk der Choctaw und das Volk der Iren.“

Der Bürgermeister Seamus McGrath nannte diese Freundlichkeit von Fremden eine außergewöhnliche Geschichte. Es sei ein Zeichen der Solidarität, und das trotz der Schwierigkeiten, die die Choctaw selbst zu bewältigen hatten. Diesen Akt der Großzügigkeit sehe er jetzt in Cork gewürdigt.
Ein Vertreter des Stadtrats Cork erklärte, das Denkmal richte sich nicht nur an die Iren, sondern an die Menschheit allgemein. Die Bedeutung des Denkmals sei eine Demonstration der Liebe, die das irische Volk hoffentlich ermutigen werde, ebenso zu handeln, wie es das Choctaw-Volk damals getan habe.

## Völkerbeziehung
Der Häuptling betonte die starken Bindungen, die die Großzügigkeit seiner Vorfahren zwischen seinem Volk und dem irischen Volk geknüpft habe. In den letzten Jahrzehnten hätten sich die Beziehungen zwischen Irland und den Choctaws intensiviert.
1990 nahmen Stammesvertreter der Choctaw an einem Hungermarsch in der irischen Stadt County Mayo teil. Zwei Jahre später reisten irische Politiker zu einem Choctaw-Treck in die USA. Die ehemalige Staatspräsidentin Irlands, Mary Robinson, wie der ehemalige irische Premierminister Leo Varadkar gleichermaßen, besuchten die Choctaws in Oklahoma, um ihren Dank auszusprechen. Mary Robinson wurde zum Choctaw-Häuptling ehrenhalber ernannt.
Im Jahr 2020 wurde ein Stipendienprogramm am University College Cork kreiert, um die Beziehung der beiden Völker weiter zu stärken.
Als von der COVID-19-Pandemie in den USA die Navajo-Nation mit am stärksten getroffen wurde, u. a. durch ihre miserablen Gesundheits- und Wohnsituationen, spendeten Iren hunderttausende Dollar. Häuptling Gary Batton ist darüber „erfreut – und vielleicht überhaupt nicht überrascht.“

“We have become kindred spirits with the Irish in the years since the Irish potato famine.”

„Wir sind zu verwandten Geistern mit den Iren geworden, in den Jahren seit der Großen Hungersnot.“